# 锡格德 (犹他州)
锡格德，是美国犹他州塞维尔县下属的一座城市。建市于 1874年，面积大约为0.98平方英里（2.5平方公里），海拔约为5,226英尺（1,593米）。根据2010年美国人口普查，该市有人口429人。